# Quatuors à cordes de Taneïev
Serge Taneïev composa neuf quatuors à cordes entre 1880 et 1905.

## Quatuor à cordesno1ensi bémol majeuropus 4
Dédié à Tchaïkovski, il est composé en 1890.
1. Allegro - Andante espressivo
2. Largo
3. Presto
4. Andantino
5. Vivace e giocoso

- Durée d'exécution : trente-six minutes

## Quatuor à cordesno2enut majeuropus 5
Composé en 1895, il est créé en 1895 à Moscou.
1. Allegro
2. Scherzo
3. Adagio espressivo
4. Allegro

- Durée d'exécution : quarante minutes

## Quatuor à cordesno3enré mineuropus 7
Dédié à Rachmaninov, il fut composé en 1886 et révisé en 1896.
1. Allegro
2. Thème et variations

- Durée d'exécution : vingt-trois minutes.

## Quatuor à cordesno4enla mineuropus 11
Composé en 1899, il est créé par le Quatuor bohémien à Prague en 1900.
1. Introduzione - Allegro - Adagio
2. Divertimento
3. Adagio
4. Introduzione - Adagio - Presto

- Durée d'exécution : trente huit minutes

## Quatuor à cordesno5enla majeuropus 13
1. Allegro con spirito
2. Adagio
3. Allegro molto
4. Presto

- Durée d'exécution : vingt minutes

## Quatuor à cordesno6ensi bémol majeuropus 19
Composé en 1905, il est créé en 1907 à Saint-Pétersbourg.
1. Allegro giusto
2. Adagio serioso
3. Gigue (molto vivace)
4. Allegro moderato

- Durée d'exécution : trente six minutes.

## Quatuor à cordesno7enmi bémol majeur
Composé en 1880, il est créé à Moscou en 1881.
1. Allegro
2. Adagio cantabile
3. Scherzo
4. Finale: Rondo

- Durée d'exécution : vingt-trois minutes.

## Quatuor à cordesno8enut majeur
Composé en 1882-83, il est créé à Moscou en 1883.
1. Allegro con brio
2. Adagio ma non troppo
3. Tempo di minuetto
4. Rondo (allegro molto)

- Durée d'exécution : quarante minutes.

## Quatuor à cordesno9enla majeur
1. Allegro moderato
2. Andante
3. Scherzo (allegro con fuoco)
4. Allegro giocoso